# Kikuyugrönbulbyl
Kikuyugrönbulbyl(Arizelocichla kikuyuensis) är en fågel i familjen bulbyler inom ordningen tättingar.

## Utbredning och systematik
Fågeln förekommer i bergstrakter från östra Demokratiska republiken Kongo till västra Uganda och centrala Kenya.

## Status
IUCN erkänner den inte som art, varför den inte placeras i någon hotkategori.

## Namn
Kikuyu är en folkgrupp i centrala Kenya.